# Litmasaari (ö i Norra Savolax, Kuopio)
Litmasaari är en ö i Finland. Den ligger i sjön Suvasvesi och i kommunen Kuopio i den ekonomiska regionen  Kuopio ekonomiska region  och landskapet Norra Savolax, i den centrala delen av landet, 300 km nordost om huvudstaden Helsingfors. Öns area är 4,1 hektar och dess största längd är 260 meter i öst-västlig riktning.